# Historia de la cromatografía
La historia de la cromatografía abarca desde mediados del siglo XIX hasta el XXI. La cromatografía, literalmente "escritura en color", se utilizó -y recibió su nombre- en la primera década del siglo XX, principalmente para la separación de pigmentos vegetales como la clorofila (que es verde) y los carotenoides (que son anaranjados y amarillos). Las nuevas formas de cromatografía desarrolladas en las décadas de 1930 y 1940 hicieron que la técnica fuera útil para una amplia gama de procesos de separación y tareas de análisis químico, especialmente en bioquímica.

## Precursores
El primer uso de la cromatografía -pasar una mezcla por un material inerte para crear una separación de los componentes de la solución basada en la adsorción diferencial- se atribuye a veces al químico alemán Friedlieb Ferdinand Runge, que en 1855 describió el uso del papel para analizar tintes. Runge dejó caer manchas de diferentes sustancias químicas inorgánicas sobre círculos de papel de filtro ya impregnados con otra sustancia química, y las reacciones entre las diferentes sustancias químicas crearon patrones de color únicos. Sin embargo, según el análisis histórico de L. S. Ettre, el trabajo de Runge no tenía "nada que ver con la cromatografía" (y, en cambio, debería considerarse un precursor de las pruebas químicas por puntos, como la prueba de Schiff).
En la década de 1860, Christian Friedrich Schönbein y su alumno Friedrich Goppelsroeder publicaron los primeros intentos de estudiar las diferentes velocidades a las que se mueven las distintas sustancias a través del papel de filtro. Schönbein, que creía que la acción capilar (y no la adsorción) era la responsable del movimiento, denominó a la técnica análisis capilar, y Goppelsroeder dedicó gran parte de su carrera a utilizar el análisis capilar para comprobar los índices de movimiento de una gran variedad de sustancias. A diferencia de la cromatografía de papel moderna, el análisis capilar utilizaba depósitos de la sustancia analizada, creando zonas superpuestas de los componentes de la solución en lugar de puntos o bandas separadas.
Los trabajos sobre el análisis capilar continuaron, pero sin mucho desarrollo técnico, hasta bien entrado el siglo XX. Los primeros avances significativos con respecto a los métodos de Goppelsroeder se produjeron con los trabajos de Raphael E. Liesegang: en 1927, colocó tiras de filtro en recipientes cerrados con atmósferas saturadas de disolventes, y en 1943 comenzó a utilizar puntos discretos de muestra adsorbidos al papel de filtro, sumergidos en disolvente puro para lograr la separación. Este método, esencialmente idéntico a la cromatografía de papel moderna, se publicó justo antes del trabajo independiente -y mucho más influyente- de Archer Martin y sus colaboradores, que inauguró el uso generalizado de la cromatografía de papel.
En 1897, el químico estadounidense David Talbot Day (1859-1915), que entonces trabajaba en el Servicio Geológico de Estados Unidos, observó que el petróleo crudo generaba bandas de color al filtrarse hacia arriba a través de la arcilla o la piedra caliza finamente dividida. En 1900, informó de sus descubrimientos en el Primer Congreso Internacional del Petróleo celebrado en París, donde causaron sensación.

## Tsvet y cromatografía en columna

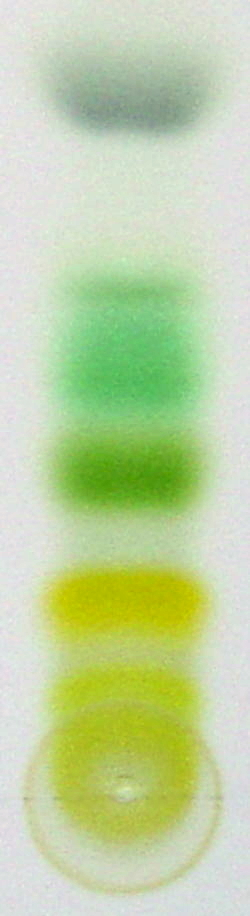
La cromatografía en capa fina se utiliza para separar los componentes coloridos de un extracto de planta.

La primera cromatografía verdadera suele atribuirse al botánico ruso-italiano Mikhail Tsvet. Tsvet aplicó sus observaciones sobre la extracción con papel de filtro a los nuevos métodos de fraccionamiento en columna que se habían desarrollado en la década de 1890 para separar los componentes del petróleo. Utilizó una columna de adsorción de líquidos que contenía carbonato de calcio para separar los pigmentos vegetales amarillos, naranjas y verdes (lo que hoy se conoce como xantofilas, carotenos y clorofilas, respectivamente). El método fue descrito el 30 de diciembre de 1901 en el XI Congreso de Naturalistas y Médicos (XI съезд естествоиспытателей и врачей) en San Petersburgo. La primera descripción impresa fue en 1903, en las Actas de la Sociedad de Naturalistas de Varsovia, sección de biología. La primera vez que utilizó el término cromatografía de forma impresa fue en 1906, en sus dos artículos sobre la clorofila en la revista botánica alemana Berichte der Deutschen Botanischen Gesellschaft. En 1907 hizo una demostración de su cromatógrafo para la Sociedad Botánica Alemana. El apellido de Mijaíl, "Цвет", significa "color" en ruso, por lo que cabe la posibilidad de que el hecho de denominar al procedimiento cromatografía (literalmente "escritura en color") fuera una forma de asegurarse de que él, un plebeyo de la Rusia zarista, pudiera ser inmortalizado.
En una conferencia de 1903 (publicada en 1905), Tsvet también describió el uso de papel de filtro para aproximarse a las propiedades de las fibras vegetales vivas en sus experimentos con pigmentos vegetales, un precursor de la cromatografía en papel. Descubrió que podía extraer algunos pigmentos (como los carotenos anaranjados y las xantofilas amarillas) de las hojas con disolventes no polares, pero otros (como la clorofila) requerían disolventes polares. Razonó que la clorofila se mantenía en el tejido vegetal por adsorción y que eran necesarios disolventes más fuertes para superar la adsorción. Para comprobarlo, aplicó pigmentos disueltos en papel de filtro, dejó que el disolvente se evaporara y luego aplicó diferentes disolventes para ver cuál podía extraer los pigmentos del papel de filtro. Encontró el mismo patrón que en las extracciones de hojas: el caroteno podía extraerse del papel de filtro utilizando disolventes no polares, pero la clorofila requería disolventes polares.
El trabajo de Tsvet tuvo poca utilidad hasta la década de 1930.

## Martin y Synge y la cromatografía de partición
Los métodos de cromatografía cambiaron poco después de los trabajos de Tsvet hasta la explosión de la investigación de nuevas técnicas a mediados del siglo XX, sobre todo gracias a los trabajos de Archer John Porter Martin y Richard Laurence Millington Synge. Mediante "la unión de dos técnicas, la de la cromatografía y la de la extracción con disolventes a contracorriente", Martin y Synge desarrollaron la cromatografía de partición para separar sustancias químicas con sólo ligeras diferencias en los coeficientes de partición entre dos disolventes líquidos. Martin, que ya había trabajado en la química de las vitaminas (incluyendo intentos de purificación de la vitamina E), empezó a colaborar con Synge en 1938 y aportó su experiencia en el diseño de equipos al proyecto de Synge de separar aminoácidos. Tras experimentos infructuosos con complejas máquinas de extracción a contracorriente y métodos de cromatografía líquido-líquido en los que los líquidos se mueven en direcciones opuestas, Martin dio con la idea de utilizar gel de sílice en columnas para mantener el agua estacionaria mientras un disolvente orgánico fluye por la columna. Martin y Synge demostraron el potencial de los métodos al separar aminoácidos marcados en la columna mediante la adición de rojo de metilo. En una serie de publicaciones que comenzaron en 1941, describieron métodos cada vez más potentes para separar aminoácidos y otras sustancias químicas orgánicas.
En la búsqueda de métodos mejores y más sencillos para identificar los aminoácidos constituyentes de los péptidos, Martin y Synge recurrieron también a otros medios cromatográficos. Un breve resumen en 1943, seguido de un artículo detallado en 1944, describía el uso de papel de filtro como fase estacionaria para realizar la cromatografía de aminoácidos: la cromatografía de papel. En 1947, Martin, Synge y sus colaboradores habían aplicado este método (junto con el reactivo de Fred Sanger para identificar los residuos N-terminales) para determinar la secuencia de pentapéptidos de la Gramicidina S. Estos métodos de cromatografía de papel y otros relacionados fueron también fundamentales para el esfuerzo de Fred Sanger por determinar la secuencia de aminoácidos de la insulina.

## Refinando las técnicas
Martin, en colaboración con Anthony T. James, pasó a desarrollar la cromatografía de gases (cuyos principios habían predicho Martin y Synge en su histórico artículo de 1941) a partir de 1949. En 1952, durante su conferencia para el Premio Nobel de Química (compartido con Synge, por sus anteriores trabajos sobre cromatografía), Martin anunció el éxito de la separación de una gran variedad de compuestos naturales por cromatografía de gases. Anteriormente, Erika Cremer había sentado las bases teóricas de la CG en 1944 y el químico austriaco Fritz Prior, bajo la dirección de Erika Cremer, construyó en 1947 el primer prototipo de cromatógrafo de gases y consiguió separar el oxígeno y el dióxido de carbono, en 1947 durante su investigación de doctorado.
La facilidad y eficacia de la cromatografía de gases para separar sustancias químicas orgánicas impulsó la rápida adopción del método, así como el rápido desarrollo de nuevos métodos de detección para analizar el resultado. El detector de conductividad térmica, descrito en 1954 por N. H. Ray, fue la base de otros métodos: el detector de ionización de llama fue descrito por J. Harley, W. Nel y V. Pretorius en 1958, y James Lovelock introdujo también ese año el detector de captura de electrones. Otros introdujeron los espectrómetros de masas en la cromatografía de gases a finales de la década de 1950.
El trabajo de Martin y Synge también sentó las bases para la cromatografía líquida de alto rendimiento, lo que sugiere que las partículas absorbentes pequeñas y la presión podrían producir técnicas rápidas de cromatografía líquida. Esto se volvió ampliamente práctico a fines de la década de 1960 (y el método se usó para separar aminoácidos ya en 1960).

## Cromatografía de capa fina
Los primeros avances en cromatografía en capa fina se produjeron en la década de 1940 y las técnicas avanzaron rápidamente en la década de 1950 tras la introducción de placas relativamente grandes y materiales relativamente estables para las capas adsorbentes.

## Desarrollos posteriores
En 1987 Pedro Cuatrecasas y Meir Wilchek recibieron el Premio Wolf de Medicina por la invención y desarrollo de la cromatografía de afinidad y sus aplicaciones a las ciencias biomédicas.